# Municipio de Wheatfield (Illinois)
El municipio de Wheatfield (en inglés: Wheatfield Township) es un municipio ubicado en el condado de Clinton en el estado estadounidense de Illinois. En el año 2010 tenía una población de 478 habitantes y una densidad poblacional de 5,21 personas por km².

## Geografía
El municipio de Wheatfield se encuentra ubicado en las coordenadas 38°41′51″N 89°25′35″O / 38.69750, -89.42639. Según la Oficina del Censo de los Estados Unidos, el municipio tiene una superficie total de 91.75 km², de la cual 91,74 km² corresponden a tierra firme y (0 %) 0 km² es agua.

## Demografía
Según el censo de 2010, había 478 personas residiendo en el municipio de Wheatfield. La densidad de población era de 5,21 hab./km². De los 478 habitantes, el municipio de Wheatfield estaba compuesto por el 97,28 % blancos, el 1,26 % eran amerindios, el 0,84 % eran de otras razas y el 0,63 % eran de una mezcla de razas. Del total de la población el 3,14 % eran hispanos o latinos de cualquier raza.